# فراناویلا دی سیچیلیا
فراناویلا دی سیچیلیا (به ایتالیایی: Francavilla di Sicilia) یک کومونه در ایتالیا است که در استان مسینا واقع شده‌است.

## خصوصیات
فراناویلا دی سیچیلیا ۸۲ کیلومترمربع مساحت و ۳٬۹۸۶ نفر جمعیت دارد و ۳۳۰ متر بالاتر از سطح دریا واقع شده‌است.